# Hanover's Bertha
Hanover's Bertha, född 1927 på Hanover Shoe Farms, död 1944 på Hanover Shoe Farms, var en amerikansk standardhäst som tränades och kördes av Tom Berry. Hon tog karriärens största segrar i Hambletonian Stakes (1930) och Kentucky Futurity (1930). Hon valdes postumt in i Harness Racing Museum & Hall of Fame 1957.

## Historia
Hanover's Bertha avlades fram av Alexander B. Coxe, och föddes på Hanover Shoe Farms i Pennsylvania 1927. Redan som tvååring visade hon fartresurser på travbanorna, och hennes rekord som tvååring på 2:02 (1.15,9) stod sig till 1944. Hon var länge obesegrad, men fick segersviten bruten som treåring, på dagen då Hambletonian Stakes kördes. I första heatet blev Hanover's Bertha störd till galopp, men kom tillbaka och vann de två nästkommande heaten.
På The Red Mile i Kentucky slog hon personligt rekord, då hon sprang 1:59 1/2 (1.14,1).
Efter tävlingskarriären var hon verksam som avelssto på Hanover Shoe Farms, och fick totalt 11 föl, bland annat Shirley Hanover, som även hon segrade i Hambletonian Stakes. Hanover's Bertha blev därmed den första hästen som segrat i loppet, och även fölat en annan segrare.
Hon avled 17 år gammal på Hanover Shoe Farms, 1944.